# Сеппала, Леонард
Леонард Сеппала (норв. Leonard Seppala; 14 сентября 1877, Шиботн, Тромс — 28 января 1967, Сиэтл, Вашингтон) — норвежско-американский профессиональный гонщик на собачьих упряжках, заводчик, тренер-кинолог. Сыграл наиважнейшую роль в Великой Гонке Милосердия (1925), его упряжка во главе с псом Того преодолела рекордное для гонки расстояние в 425 км. Также выиграл серебряную медаль в гонке на Зимних Олимпийских играх 1932 года.

## Биография
Сеппала родился в Люнгене, Тромсё, Северная Норвегия. Он был старшим ребёнком Исака Исаксена Сеппаля (родившегося в Швеции, шведского происхождения) и Анны Хенрикке Хенриксдаттер (финско-норвежского происхождения). Фамилия его отца имеет финское происхождение. Когда Сеппале было два года, его семья переехала в округ Тромс в соседний муниципалитет Шервёй. В то время, когда его отец работал кузнецом и рыбаком в Шервёе, построив относительно большое поместье, Сеппала первоначально пошёл по стопам своего отца как кузнец и рыбак. Однако в 1900 году он эмигрировал на Аляску во время золотой лихорадки Нома. Его друг Джафет Линдеберг вернулся с Аляски и убедил Cеппалу поступить на работу в его горнодобывающую компанию в Номе.
Во время своей первой зимы на Аляске Сеппала стал погонщиком собачьих упряжек для компании Линдеберга. Он наслаждался этой задачей с самого первого пробега, который ясно помнил всю оставшуюся жизнь. Он получал удовольствие от ритмичного топота собачьих лап и ощущения саней, скользящих по снегу. В то время как большинство водителей считали 30 миль (48 км) длинной дорогой, Сеппала проезжал за день в среднем от 50 (80 км) до 100 миль (160 км). Это также означало, что он работал до 12 часов в день. Он держал своих собак в форме в течение лета, заставляя их тащить тележку на колесах вместо саней. В то время было необычно заставлять работать ездовых собак, когда таял снег, или проводить с ними столько времени, сколько проводил он сам.

## Гоночная карьера (1913—1925)
В 1913 году Сеппала случайно получил в дар свою первую упряжку ездовых собак. Линдеберг, его друг и руководитель в компании Pioneer Mining, привез щенков из Сибири в подарок исследователю Руалю Амундсену, который, как он надеялся, будет использовать их для своей предстоящей экспедиции на Северный Полюс . Сеппала был назначен дрессировать собак. «Я буквально влюбился в них с самого начала», — вспоминал он, «Я с трудом мог дождаться, когда ляжет снег, чтобы начать их обучение». Когда Амундсен отменил свою поездку через несколько недель после того, как щенки прибыли в Ном, Линдеберг отдал их Сеппале.
Сеппала принял решение участвовать в своей первой гонке, 1914 All Alaska Sweepstakes, в последнюю минуту. Ни он сам, ни его собачий вожак Сагген не знали опасной тропы, и когда во время забега на этот район внезапно обрушилась снежная буря, Сеппала понял, что его молодые собаки потеряли след, и все они подвергались большому риску смерти из-за близкого спуска к Берингову морю. И действительно, когда туман внезапно рассеялся, Сеппала обнаружил, что он и его команда находятся у подножия холма, примыкающего  к скалам вдоль моря. К счастью, ему удалось остановиться в 20 футах от обрыва, спася таким образом жизни себя и собак. Однако лапы многих его собак были изранены, а когти сломаны, из-за плотного наста, когда они пробирались обратно на вершину холма. Некоторые собаки также пострадали от обморожения. Сеппала почувствовал, что злоупотребил преданностью собак, подвергнув их смертельной опасности, и с позором сошёл с дистанции. Он ухаживал за ними почти весь оставшийся год; они не были готовы возобновлять тренировки до осени.
Гоночная карьера Сеппалы началась в следующем году, в 1915 году на всех аляскинских тотализаторах. После тесного соперничества между ним и опытным каюром Скотти Алланом, Сеппала победил его на четвёртый день гонки и финишировал на два часа раньше Аллана, чтобы выиграть пари на гонках собачьих упряжек. Он продолжал выигрывать гонки и в последующие два года, после чего все аляскинские тотализаторы на собачьих гонках были приостановлены до 1983 года.

## Роль в Великой гонке милосердия (1925)

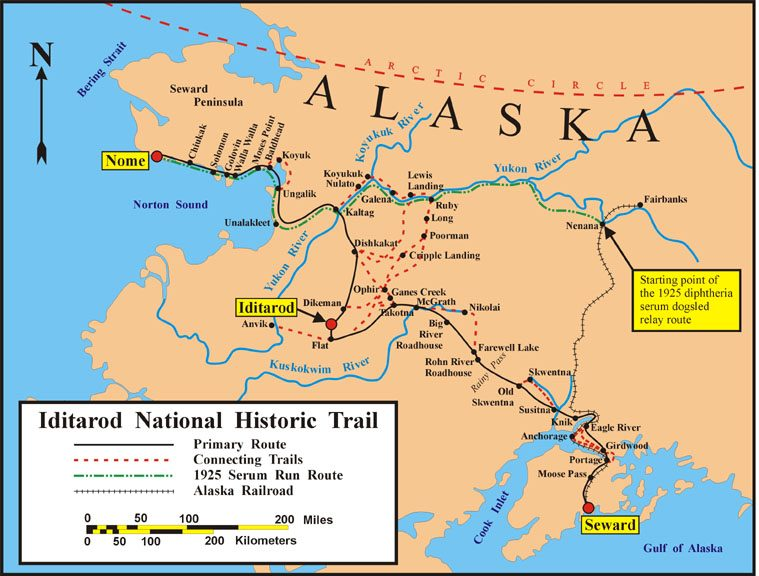
Маршрут Великой Гонки Милосердия

Вспышка дифтерии поразила город Сеппалы Ном, штат Аляска зимой 1925 года. Ранее не болевшие дети, а также взрослые подвергались риску смерти от этой инфекции. Единственный ребёнок Сеппалы-восьмилетняя дочь по имени Сигрид—тоже была в опасности. Единственное лечение, доступное в 1925 году, — это дифтерийная антитоксиновая сыворотка. Однако снабжение города было не только недостаточным, но и малоэффективным, поскольку срок годности сыворотки в Номе истек. Единственный доступный  способ доставить сыворотку в Ному в середине самой холодной зимы за 20 лет — это собачьи упряжки. Была организована эстафета опытных гонщиков, чтобы ускорить доставку, и Сеппала (с ведущей собакой Того) был выбран для самого сложного участка трассы. Сыворотка была  доставлена поездом в Ненану, а оттуда отправлена эстафетой  из Нома и Ненаны. Команды эстафеты должны были  встретиться посередине в Нулато. Весь маршрут составлял 674 мили от Ненаны до Нома, и Сеппала был первоначально выбран, чтобы покрыть более 400 миль от Нома до Нулато и обратно. Участок тропы Сеппалы включал опасный короткий путь через пролив Нортон, что могло бы сэкономить целый день путешествия. Было решено, что он был самым квалифицированным из гонщиков эстафеты, чтобы попытаться сократить этот  путь. Лед на Нортон-Саунд был в постоянном движении из-за морских течений и непрекращающегося ветра. Толщина льда сильно колебалась, небольшие трещины во льду могли внезапно расшириться, и погонщик и упряжка могли провалиться  в ледяную воду. Если ветер дул с востока, он мог достигать скорости до 70 миль в час (110 км/ч), переворачивая сани, сталкивая собак с курса и вызывая ветряные вихри и мороз до −100 °F (-73 °C). Устойчивый восточный ветер также может вытолкнуть лед в море, и команда, застигнутая врасплох  на дрейфующей льдине, может оказаться на мели в открытой воде. За свою карьеру Сеппала несколько раз срезал путь через Саунд; менее опытный погонщик скорее потеряет не только свою жизнь, но и жизни своих собак, а также срочно необходимую сыворотку. Сеппала пересек Саунд в каждую сторону в гонке, чтобы доставить сыворотку.